# لیلا علیزاده
لیلا علیزاده (انگلیسی: Layla Alizada؛ متولد ۱۰ اوت ۱۹۷۷) بازیگر زن افغانی-کانادایی اهل کابل، افغانستان است.

## حرفه
علیزاده بازیگری را در سال ۱۹۹۵ و در سن ۱۸ سالگی با حضور در اپیزودی از شانس عجیب ("ترفند کلاهبرداری") آغاز کرد.
از زمان آغاز به کار خود، در بسیاری از مجموعه‌های تلویزیونی آمریکایی مانند " روزهای زندگی ما"، جایی که وی نقش کلی را به تصویر کشیده و " جین باکره " در نقش "رجینا"، نقش‌های مهمان ستاره زیادی را به او پیشنهاد داده‌اند.
او در چندین برنامه تلویزیونی قابل توجه شرکت کرده‌است، از جمله ماپت‌ها و جین باکره. علیزاده در فیلم تلویزیونی «تعقیب آزادی» (۲۰۰۴) در نقش مینا، پناهنده ای از افغانستان بازی کرد. در «تعقیب آزادی»، شخصیت علیزاده، که برای فرار از طالبان شناسایی خود را از بین برده، قادر به اثبات پناهندگی سیاسی نیست. او در حال حاضر در حال بازی شخصیت سیزما در Shut Eye است

## زندگی شخصی
علیزاده در کابل افغانستان متولد شد. خانواده او در دوران کودکی اش، به مونترال، کانادا نقل مکان کردند.
از نوامبر ۲۰۰۴، علیزاده با بازیگر نوئل فیشر رابطه داشت. این زوج در سال ۲۰۱۴ نامزد کردند، و در سال ۲۰۱۷ ازدواج کردند.

## فیلم‌شناسی

### فیلم
| سال  | عنوان       | نقش    | یادداشت       |
| ---- | ----------- | ------ | ------------- |
| ۲۰۰۴ | تعقیب آزادی | مینا   | تلویزیون فیلم |
| ۲۰۱۱ | سازش        | شالینی |               |
| ۲۰۱۵ | یک روز      | فدا    | فیلم کوتاه    |
| ۲۰۱۹ | کوبا        | شیرین  |               |

### تلویزیون
| سال       | عنوان             | نقش                | یادداشت                      |
| --------- | ----------------- | ------------------ | ---------------------------- |
| ۱۹۹۵      | شانس عجیب         | کارول              | ۱ قسمت: کلاهبرداری           |
| ۲۰۰۴      | تحقیق داوینچی     | پاسبان گلوریا واکر | ۵ قسمت                       |
| ۲۰۰۶      | تالار شهر داوینچی | سوزان واتس         | ۱ قسمت: از توپ ضربه خورده‌است |
| ۲۰۰۶      | گودیوا            | راجنی حیدری        | ۴ قسمت                       |
| ۲۰۰۶      | مدرک              | افسر هیدن          | ۱ قسمت: استرینگرها           |
| ۲۰۰۶      | یورکا             | دکتر شراط          | ۱ قسمت: بیگانه شده           |
| ۲۰۱۴      | روزهای زندگی ما   | کلی                | ۴ قسمت                       |
| ۲۰۱۵      | ماپت‌ها            | بتی                | ۵ قسمت                       |
| ۲۰۱۵      | Rizzoli & Isles   | حسابدار            | ۱ قسمت: برداشت مرگبار        |
| ۲۰۱۵–۲۰۱۸ | جین باکره         | رجینا              | ۴ قسمت                       |
| ۲۰۱۶–۲۰۱۷ | خفه شو            | سیمزا              | ۱۵ قسمت                      |
| ۲۰۱۷      | ربوده شده         | النا مورالس        | ۴ قسمت                       |
| ۲۰۲۱      | بی‌شرم             | کاراگاه            | ۱ قسمت                       |
| ۲۰۲۱      | لوسیفر            | اودتا واتسون       | ۱ قسمت                       |